# Autoleonte
Autoleonte é um personagem da mitologia greco-romana.

## História
Herói de Crotona. Na luta contra os locros, penetrou no campo dos inimigos através de um espaço que estes deixavam aberto em suas fileiras, por acreditarem que o fantasma do guerreiro Ájax lutava ao seu lado. Ao violar o lugar reservado ao herói, Autoleonte foi ferido na coxa pelo fantasma. Como o ferimento não sarasse, apesar de todos os cuidados, ele foi consultar o oráculo. Este o aconselhou a oferecer sacrifícios expiatórios aos heróis, particularmente a Ájax.